# Lepidozona thielei
Lepidozona thielei är en blötdjursart som beskrevs av Boris I. Sirenko 1975. Lepidozona thielei ingår i släktet Lepidozona och familjen Ischnochitonidae. Inga underarter finns listade i Catalogue of Life.